# Vorwerksgasse (Weimar)

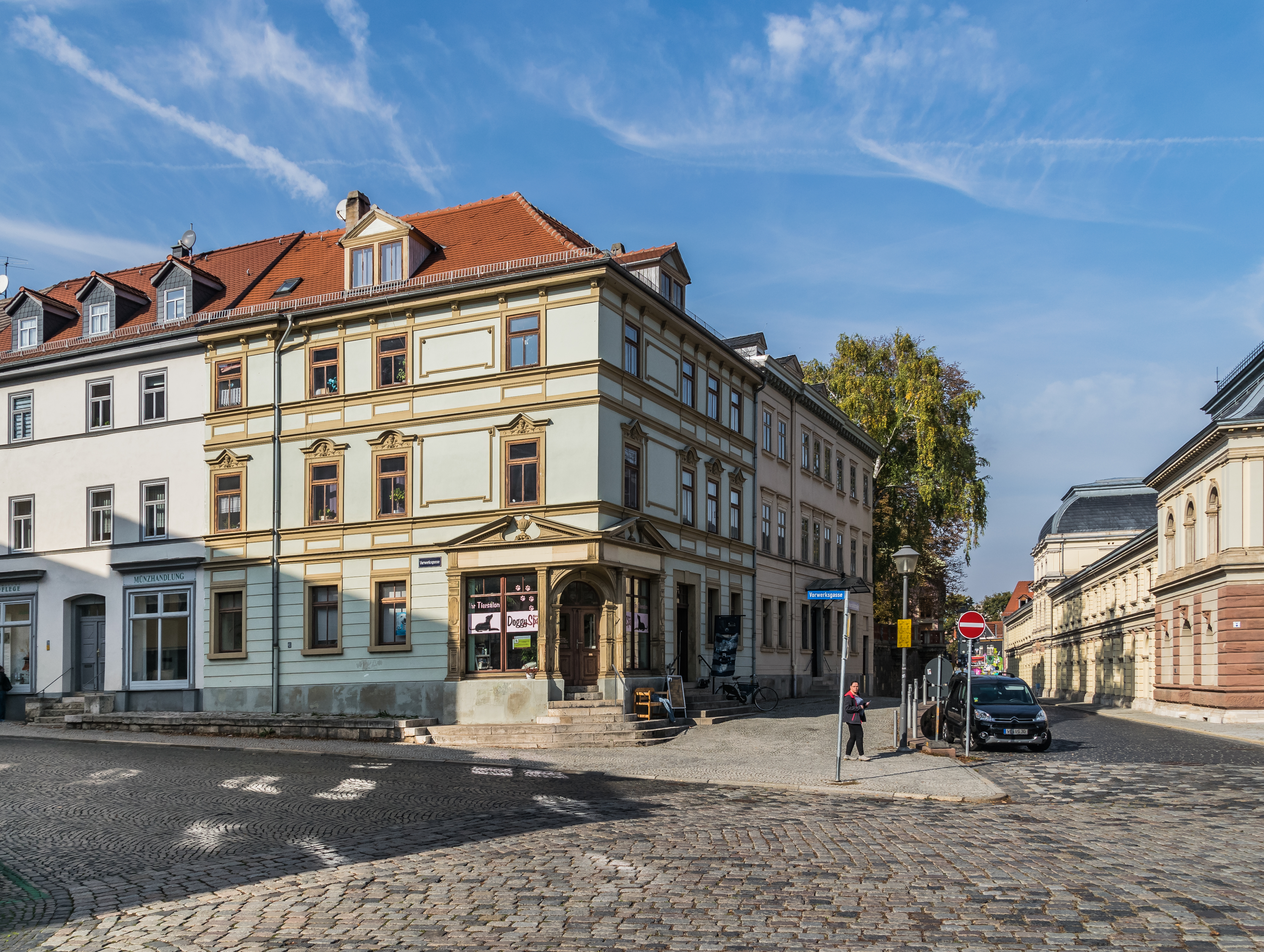
Marstallstraße 1/Ecke Vorwerksgasse in Weimar: Eckhaus mit Kannrückchen

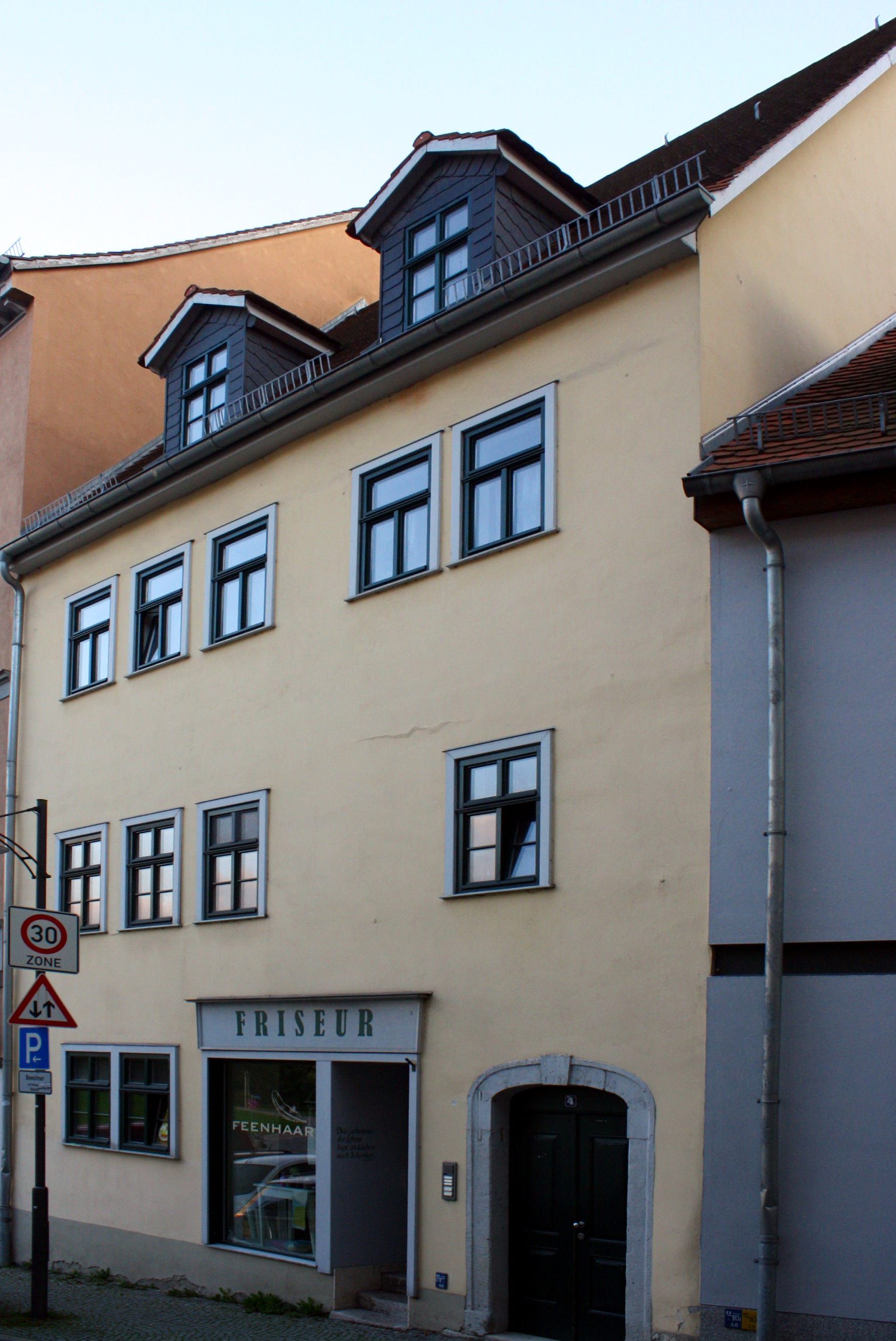
Vorwerksgasse 4 in Weimar

Die Vorwerksgasse ist ein Straßenzug in Weimars Altstadt und rührt vom einstigen herzöglichen Vorwerk her, welches sich im Bereich des Burgplatzes befand. Von diesem gehen u. a. die Vorwerksgasse und die Marstallstraße ab. An der Ecke beider Straßen befindet sich ein Gebäude, vor dem sich noch ein Kannrückchen befindet, welche es einst in Weimar häufig gab. Die Vorwerksgasse endet am Herderplatz dem Deutschritterhaus. Das wiederum war einmal Haus der Caroline Jagemann.
Am einstigen Stadtrand von Weimar gab es noch das Stiedenvorwerk, auf dessen Gelände Anton Georg Hauptmann ein Palais errichtete, welches das Haus der Frau von Stein werden sollte. Die Vorwerksgasse, die Mostgasse und Teile der Gerberstraße wurden angelegt auf einem ehemaligen Gutshof des Deutschritterordens, der im 15. Jahrhundert in fürstlichen Besitz überging.
Der gesamte Bereich steht auf der Liste der Kulturdenkmale in Weimar (Sachgesamtheiten und Ensembles). Das Haus Vorwerksgasse 4 steht zudem auf der Liste der Kulturdenkmale in Weimar (Einzeldenkmale).